# ツリラブ
『ツリラブ』は、インターネットラジオ局目黒FMで放送されていた、釣り情報バラエティ番組。

## 概説
2013年9月21日から放送開始され、2014年までは、MCにガレッジセールの川田広樹と、アシスタントにフリーアナウンサーの石澤倫子、アイドルパーソナリティとしてアイドルユニット「つりビット」より選抜で2名が出演する（特別放送などで稀に5人全員が出演することもある）。主に釣りに関するゲストを迎えたトークを中心とし、アングラーズアイドル、釣り好きな芸人などがゲストとして登場した回も。2015年1月20日より番組が改編され、MCとしてLoVendoЯの岡田万里奈が加入。出演者の釣りの話や各コーナーなどを4人で進める構成になった。

2017年5月16日、一旦隔週放送を終了。今後は番組リニューアルにむけて、充電期間に入る。

## 番組コーナー
- 珍味チャレンジ
毎回海にまつわる珍味を紹介する。
- 挑戦！釣りエピソードトーク
岡田、つりビットのメンバーが、釣りに関するエピソードをどうやって面白くトークで伝えていけばいいのか、
勉強するコーナー。毎回3人がじゃんけんでトーク順番を決定。最後に川田が審査し優勝を決める。
- みんなで一緒に、釣りテスト！
釣りに関する知識や、魚編の漢字テスト、バックモニターに出される魚の名称を答えるテストなどを出演者4人で解答する。

## ツリラブ杯
不定期で開催される釣りロケ企画。現在までに3回開催されており、毎回川崎市の釣り船宿「つり幸」で行われている。
- 第一回ツリラブ杯（2014年8月26日）
1位　加藤るみ(SKE48) ／キス14匹とアジ1匹
2位　岡田万里奈(LoVendoЯ) ／キス14匹
3位　安藤咲桜(つりビット) ／キス11匹
4位　竹内夏紀(つりビット) ／キス10匹
5位　長谷川瑞(つりビット)・小西杏優(つりビット) ／キス9匹
7位　聞間彩(つりビット)／キス5匹、
- 第二回ツリラブ杯（2014年11月4日）
1位　川田広樹（ガレッジセール）／アジ　10匹　他8匹
2位　長谷川瑞／アジ　7匹　他3匹
3位　門脇佳奈子（NMB48）／アジ　4匹　他9匹
4位　竹内夏紀／アジ　4匹　他9匹
5位　磯辺さちよ／アジ　6匹　他4匹
6位　石川文菜／アジ　5匹　他5匹
7位　安藤咲桜／アジ　3匹　他8匹
8位　小西杏優（つりビット）／アジ　3匹　他5匹
9位　聞間彩／アジ　1匹　他8匹
- 第三回ツリラブ杯（2015年3月30日）
1位　岡田万里奈　アジ13匹＋他4匹
2位　安藤咲桜　アジ10匹＋他5匹
3位　坂本遥奈(チームしゃちほこ)　アジ8匹＋他9匹
4位　竹内夏紀　アジ5匹＋他7匹
5位　長谷川瑞　アジ5匹＋他6匹
6位　小西杏優　アジ2匹＋他11匹
7位　聞間彩　アジ4匹＋他6匹
8位　HIRO(安田大サーカス)　アジ1匹＋他1匹

## 過去ゲスト一覧
- ANCHANG(ミュージシャン/ザ☆メンテナンス所属)
- 石川文菜（5代目アングラーズアイドル）
- 石崎理絵
- 磯部さちよ
- 井手大介（DJ）
- 上野ひとみ
- 加藤るみ（アイドル/SKE48所属）
- 川本翔大
- 吉川友（アイドル）
- 熊本健吾（芸人）
- 椎名あずさ（アイドル）
- そらなさゆり（2代目アングラーズアイドル）
- タコボウズ記者（日刊スポーツ）
- テキサス（芸人/弾丸ジャッキー）
- テル（芸人）
- 永浜いりあ（フィッシングナビゲーター）
- はちきんガールズ（アイドル）
- 晴山由梨（4代目アングラーズアイドル）
- HIRO（安田大サーカス）
- ヒロシ（芸人）
- ふくだあかり（釣りドル）
- 山口充（日本釣振興会）
- 湯本美咲（アイドル）

順不同